# Nogomet na pijesku
Nogomet na pijesku (eng. beach soccer ili beach football) je vrsta nogometa koji se igra na pijesku.
Prva pravila ovog sporta donijela je 1992. Beach Soccer Worldwide, kompanija koja je zadužena za razvoj nogometa na pijesku, kao i organizaciju većih natjecanja.
Zbog relativno malog terena (28x37 metara), igra je vrlo atraktivna, jer igrači mogu postići gol s gotovo svake pozicije. Zbog toga u prosjeku na utakmicama bude oko 60 udaraca na gol, vremenski razmak izneđu dva postignuta gola je u prosjeku 3-4 minute, te se na utakmicama postigne oko 11 golova[nedostaje izvor].

## Povijest
Nogomet na pijesku počeo se igrati u Brazilu, točnije na plaži Leme u Rio de Janeiru. Zbog sudjelovanja mnogobrojnih nogometnih zvijezda, kao što su Eric Cantona, Michel, Julio Salinas te brazilci Romario, Junior i Zico, popularnost nogometa na pijesku ubrzano raste, te već sada oko 170 država svijeta prenose utakmice.
Nakon što su 1992. donesene prva pravila, iduće godine je na plaži u Miamiju održan prvi turnir na kojim su nastupili SAD, Italija, Brazil i Argentina.
Dvije godine kasnije, 1995. na plaži Copacabana u Rio de Janeiru održano je prvo svjetsko prvenstvo u nogometu na pijesku, a prvi pobjednik postao je domaćin Brazil. 2005. godine organizaciju svjetskog prvenstva preuzima FIFA.

### U Hrvatskoj
U Hrvatskoj se nogomet na pijesku uglavnom održava u formatima igre 3x3 i 2x2 na manjim terenima i sa manjim golovima od službenih i ponekad na terenu s mantinelama. Organizatori takvih turnira i novinari ponekad za takve turnire koristi naziv mali nogomet na pijesku, a ponekad nogomet na pijesku, iako se službeno nogomet na pijesku igra sa ekipom 4+1 na terenu s golovima dimenzija 5.5x2.2m.
KNP Fusio je najstariji hrvatski klub nogometa na pijesku.
Umag Beach Soccer Masters održan zadnji vikend lipnja 2013. je prvi hrvatski međunarodni turnir u nogometu na pijesku. Organizirao ga je KNP Fusio. Na turniru je nastupilo 5 reprezentacija. Na tom turniru je hrvatska reprezentacija u nogometu na pijesku imala svoj prvi nastup u povijesti.
Nogomet na pijesku prihvaćen je od HNS-a u srpnju 2021. Djeluje pod Komisijom za mali nogomet i nogomet na pijesku HNS-a. Sedam klubova "osnivača" ušlo je u HNS nakon prvog plenuma održanog u srpnju 2021. Klubovi osnivači su: Beasal Gorovo (Opatija), KNP Fusio (Zagreb), KNP Pješčana oluja (Zagreb), KNP Umag, KNP Varadero (Zagreb), MNK Olmissum (Omiš), SU Dupla kruna (Pula).
Prva hrvatska nogometna liga na pijesku prvu sezonu imala je 2021.
U kolovozu 2021. u pulskoj Areni održan je međunarodni turnir nogometa na pijesku.

## Pravila
Svaka momčad na terenu ima po pet igrača (četiri u polju i golman), te ima pravo na neograničen broj izmjena (od 3 do 5 pričuvnih igrača). Utakmica se igra tri puta po 12 minuta. Ako je na kraju utamice rezultat neriješen, igraju se produžeci od 3 minute, a ako i nakon toga nema pobjednika, pucaju se jedanaesterci, s tim da se, za razliku od nogometa, pucaju dok prvi igrač ne promaši, a drugi u istoj seriji postigne gol.
Utakmicu vode dva suca. Svaki prekršaj znači slobodan udarac prema protivničkom golu kojeg puca igrač na kojem je napravnjen prekršaj (osim kod igranja rukom). Sudac može igraču dodijeliti plavi karton, nakon čega taj igrač mora na dvije minute napustiti teren te njegova momčad mora igrati s igračem manje. Ubačaji sa strane izvode se rukom ili nogom, dok gol-aut golman izvodi rukom. Također nije dozvoljeno nošenje bilo kakve obuće.

### Teren
Na međunarodnim natjecanjima, teren je sastavljen isključivo od pjeska, s kojeg su odstranjeni kamenčići, školjke i druge stvari koje bi mogle ozljediti igrača.
- Dužina terena: 35-37 metara
- Širina terena: 26-28 metara

Kazneni prostor nalazi se u prostoru od gola do 9 metara, te je označen sa žutim zastavicama na rubu terena.

## Turniri u Hrvatskoj
|      | mix ekipe                    |                              |
|      | ženski turnir                |                              |
|      | u zatvorenom                 |                              |
| TNNP | turnir u nogometu na pijesku | turnir u nogometu na pijesku |
| MNT  | malonogometni turnir         | malonogometni turnir         |
| 1d   | jednodnevni turnir           | jednodnevni turnir           |

| Turniri s barem 10 izdanja ili 1. u Hrvatskoj | Turniri s barem 10 izdanja ili 1. u Hrvatskoj | Turniri s barem 10 izdanja ili 1. u Hrvatskoj | Turniri s barem 10 izdanja ili 1. u Hrvatskoj | Turniri s barem 10 izdanja ili 1. u Hrvatskoj | Turniri s barem 10 izdanja ili 1. u Hrvatskoj      | Turniri s barem 10 izdanja ili 1. u Hrvatskoj |
| Tip 2x2/3x3/ 4x4/4+1                          | Naziv turnira                                 | Lokacija                                      | 1. izdanje                                    | Zadnje izdanje                                | Bilješke                                           | Ref                                           |
| --------------------------------------------- | --------------------------------------------- | --------------------------------------------- | --------------------------------------------- | --------------------------------------------- | -------------------------------------------------- | --------------------------------------------- |
| 2+1, 3x3                                      | Beach Soccer Strizivojna                      | Strizivojna                                   | 2015.                                         | igra se                                       | prvi MNT na pijesku u Slavoniji; MNT na mantinele; | [ 7 ]                                         |
| 3x3                                           | Kup u malom nogometu na pijesku 'Peskara Kup' | Rabac                                         | 2010.                                         | igra se                                       | održava se više turnira godišnje;                  | [ 8 ]                                         |
| 2x2                                           | MNT na pijesku sa matinelama 'Peklenica'      | Peklenica                                     | barem 2010.                                   | igra se                                       | igra se 2 na 2 na terenu s mantinelama;            | [ 9 ] [ 10 ]                                  |
| 2x2                                           | MNT na pijesku 'Trate'                        | Turčišće, Trate                               | 2011.                                         | igra se                                       |                                                    | [ 11 ]                                        |
|                                               | TNNP 'Bašadura'                               | Žuljana                                       | 1982.                                         | igra se                                       |                                                    | [ 12 ]                                        |
|                                               | TNNP 'Kolovare'                               | Zadar, Kolovare                               | barem 2010.                                   | igra se                                       |                                                    |                                               |
| 3x3                                           | TNNP 'Lopar'                                  | Lopar                                         | 2019.                                         | igra se                                       |                                                    | [ 13 ]                                        |
| 3x3                                           | TNNP na Banji                                 | Vinkovci                                      |                                               | igra se                                       |                                                    | [ 14 ]                                        |
|                                               | TNNP na Foginovom                             | Karlovac                                      | 2012.                                         |                                               | prvi karlovački turnir u nogometu na pijesku;      | [ 15 ]                                        |

## Vanjske poveznice
- Pravila igre na FIFA-i Arhivirana inačica izvorne stranice od 19. listopada 2012. (Wayback Machine)
- Beach Soccer Worldwide